# Ytzen Brusse
Pour les articles homonymes, voir Brusse.
Ytzen Brusse, né le 23 février 1920 à Rotterdam et mort le 25 mars 2008 à Garderen, est un réalisateur néerlandais.

## Carrière
Il est le frère de l'écrivain Jan Brusse, l'acteur Kees Brusse, de l'écrivain Peter Brusse et du peintre Mark Brusse.

## Filmographie
- 1946 : Nederland vaart weer
- 1949 : Parlevinkers
- 1950 :Boer Pieterse schoot in de roos
- 1951 : Zij en Hij
- 1952 :  Het meest getapt
- 1952 : Hij, zij, en een wereldhaven
- 1953 : Introducing the Netherlands
- 1953 : Romance in Enkalon
- 1954 : Beweiden
- 1955 :  Theodora's testament
- 1957 : Luchtbrug Salawati
- 1957 : Oase aan de stadsrand
- 1959 : Dokbouw aan de Nieuwe Maas
- 1961 : Karel Appel, componist
- 1962 : Poort van Europa
- 1965 : Öse, Die
- 1965 : OECD
- 1966 : Onderaards
- 1970 : Tussen de wielen
- 2000 : Droomtrein